# Премія імені Володимира Малика
Щорічна літературно-мистецька премія імені Володимира Малика
заснована Лубенською міською радою у 2001 році за пропозицією Фонду імені Володимира Малика «Слово» та редакції газети «Лубенщина» для відзначення письменників, літераторів, науковців, працівників освіти й культури, журналістів, митців, ділових людей, громадських та державних діячів.
Присуджується за кращі творчі здобутки, присвячені темі історії України та рідного краю, у номінаціях:
- «Література і публіцистика»;
- «Краєзнавство і народна творчість»;
- «Мистецтво і монументальна скульптура».

Церемонія вручення відбувається щороку до дня народження Володимира Кириловича Малика — 21 лютого.